# Lista de deputados estaduais de Sergipe da 7.ª legislatura
Essa é uma lista de deputados estaduais eleitos para o período 1971-1975. Foram 15 eleitos.

## Composição das bancadas
| Partido | Líder          | Bancada | Posição  |
| ------- | -------------- | ------- | -------- |
| ARENA   | Djenal Queiroz | 11 / 15 | Governo  |
| MDB     | Guido Azevedo  | 4 / 15  | Oposição |

## Deputados estaduais
| Número | Deputados estaduais eleitos        | Partido | Votação | Percentual | Cidade onde nasceu | Unidade federativa |
| 11888  | Djenal Tavares Queiroz             | ARENA   | 10.351  | 6,70%      | Frei Paulo         | Sergipe            |
| 11235  | Heráclito Rollemberg               | ARENA   | 7.269   | 4,70%      | Laranjeiras        | Sergipe            |
| 11567  | Eliziário Silveira Sobral          | ARENA   | 6.120   | 3,96%      | Itaporanga d'Ajuda | Sergipe            |
| 11000  | Antônio Carlos Valadares           | ARENA   | 5.873   | 3,80%      | Simão Dias         | Sergipe            |
| 11300  | Helber José Ribeiro                | ARENA   | 5.624   | 3,64%      | Aracaju            | Sergipe            |
| 11222  | Valter Cardoso Costa               | ARENA   | 5.566   | 3,60%      | Estância           | Sergipe            |
| 11500  | Francisco Vieira da Paixão         | ARENA   | 4.629   | 2,99%      | Campo do Brito     | Sergipe            |
| 11357  | Oséas Cavalcanti Batista           | ARENA   | 4.268   | 2,76%      | Cristinápolis      | Sergipe            |
| 11444  | Pedro Barreto Siqueira             | ARENA   | 4.086   | 2,64%      | Estância           | Sergipe            |
| 11234  | Leandro Ribeiro de Siqueira Maciel | ARENA   | 4.018   | 2,60%      | Rosário do Catete  | Sergipe            |
| 11967  | Horácio de Góis                    | ARENA   | 3.999   | 2,59%      | Riachão do Dantas  | Sergipe            |
| 15522  | Guido Azevedo                      | MDB     | 3.894   | 2,52%      | Neópolis           | Sergipe            |
| 15115  | Pedro Garcia Moreno Filho          | MDB     | 2.895   | 1,87%      | Simão Dias         | Sergipe            |
| 15334  | Octávio Martins Penalva            | MDB     | 2.699   | 1,75%      | Ilhéus             | Bahia              |
| 15633  | Maria Auxiliadora Santos           | MDB     | 2.023   | 1,31%      | Aracaju            | Sergipe            |